# Renata Knýová
Renata Knýová fue una deportista checoslovaca que compitió en piragüismo en la modalidad de eslalon. Ganó tres medallas en el Campeonato Mundial de Piragüismo en Eslalon entre los años 1955 y 1965.

## Palmarés internacional
| Campeonato Mundial | Campeonato Mundial | Campeonato Mundial | Campeonato Mundial |
| Año                | Lugar              | Medalla            | Competición        |
| ------------------ | ------------------ | ------------------ | ------------------ |
| 1955               | Tacen (Yugoslavia) | Medalla de bronce  | F1 por equipos     |
| 1963               | Spittal (Austria)  | Medalla de plata   | F1 por equipos     |
| 1965               | Spittal (Austria)  | Medalla de plata   | K1 por equipos     |